# Быков, Иван Яковлевич
Ива́н Я́ковлевич Бы́ков (1877 — после 1931) — крестьянин, депутат Государственной думы II созыва от Тверской губернии.

## Биография
Крестьянин села Любегощи Весьегонского уезда Тверской губернии. Окончил начальную школу. Служил волостным старшиной. Несколько раз подвергался преследованиям администрацией. Занимался хлебопашеством на участке земли площадью 4 десятины. На момент избрания в Думу в партиях не состоял.
6 февраля 1907 избран в Государственную думу II созыва от съезда уполномоченных от общего состава выборщиков Тверского губернского избирательного собрания. Вошёл в состав Трудовой группы и фракции Крестьянского союза.
В 1931 году был беспартийным. Служил счетоводом в кооперативе в Ленинграде.
3 июня 1931 года арестован ОГПУ. 30 октября 1931 года приговорён тройкой при ПП ОГПУ по Московской области (так в источнике) по обвинению ст. 58-10, 58-11 УК РСФСР к ссылке в Западно-Сибирский край на 3 года.
Дальнейшая судьба и дата смерти неизвестны.
Реабилитирован в декабре 1989 года по постановлению Президиума Верховного Совета СССР.

## Адреса
- 1931 — г. Ленинград Старо-Парголовский пр., д. 46, кв. 2[1].

### Архивы
- Российский государственный исторический архив. Фонд 1278. Опись 1 (2-й созыв). Дело 56; Дело 525. Лист 5.